# Bilînivka, Huseatîn
Bilînivka (în ucraineană Білинівка) este un sat în comuna Lejanivka din raionul Huseatîn, regiunea Ternopil, Ucraina.

## Demografie
Componența lingvistică a localității Bilînivka
     Ucraineană (100%)
Conform recensământului din 2001, toată populația localității Bilînivka era vorbitoare de ucraineană (100%).